# ۲۰۹۹ (ترانه)
«۲۰۹۹» (انگلیسی: 2099) ترانه‌ای از خواننده بریتانیایی چارلی ایکس‌سی‌ایکس با همراهی خواننده استرالیایی تروی سیوان است. این ترانه در ۱۰ سپتامبر ۲۰۱۹ به‌عنوان چهارمین و آخرین تک‌آهنگ تبلیغاتی از سومین آلبوم استودیویی چارلی، چارلی منتشر شد.